# Islotes Les Éclaireurs
Los islotes Les Éclaireurs son un grupo de dos islotes deshabitados ubicados en el canal Beagle pertenecientes al Departamento Ushuaia de la Provincia de Tierra del Fuego, Antártida e Islas del Atlántico Sur en la Argentina. Su altura máxima es de 11 m s. n. m. en el islote donde se asienta el faro Les Éclaireurs. Se ubican en el centro del canal a mitad de camino de la isla Grande de Tierra del Fuego y la isla Navarino.
El conjunto de islotes que dan nombre al faro fueron bautizados por el Capitán de Fragata Luis Fernando Martial, al mando de la expedición francesa La Romanche en los años 1882-1883.
En el islote ubicado más al norte se asienta el faro Les Éclaireurs, el cual fue librado al servicio el 23 de diciembre de 1920 y en la actualidad se encuentra en funcionamiento, de forma automática, controlado a distancia y cerrado al público. Actualmente este faro se ha convertido en uno de los iconos turísticos de la ciudad de Ushuaia.